# Magnavox
Magnavox é uma fábrica de produtos eletrônicos como rádios, TVs e gravadores com sede nos Estados Unidos, sendo atualmente uma subsidiária da Philips.
A companhia foi fundada em 1917 por Edwin Pridham, Peter L. Jensen, os inventores do alto-falante. Também é conhecida no Mundo todo pelo primeiro videogame doméstico, o Odyssey. O Magnavox Odyssey² comercializado na década de 80 no Brasil, já era sob a marca Philips.
Os direitos de uso da marca pertencentes a transnacional holandesa Philips.